# Ядерна енергетика Норвегії
У Норвегії ніколи не було побудовано жодної атомної електростанції; проте в країні існує правова база для ліцензування будівництва та експлуатації ядерних установок. Також у Норвегії побудовано чотири дослідницькі реактори. Чотири реактори були розташовані в Х'єллері і Хальдені наступним чином:
- Х'єллерські реактори в Інституті енергетичних технологій
  - NORA (активний від 1961, відключений в 1967)
  - JEEP I (активний від 1951, відключений в 1967)
  - JEEP II[en] (активний від 1966, відключений 2018)
- Хальденський реактор
  - HBWR - Хальденський киплячий реактор[en] (активний від 1958, відключений в 2018)

У 2019 році останній ядерний реактор Норвегії, що залишився в експлуатації, реактор JEEP II у К’єллері, був зупинений після понад 50 років експлуатації. У 2021 році Норвезька партія зелених заявила про підтримку розвитку ядерної енергетики як альтернативного джерела енергії, щоб досягти мети IPCC щодо запобігання глобальному потеплінню на 1,5 градуса.
У 2020 році було підраховано, що демонтаж дослідницьких реакторів Хальдені і К'яллері і відновлення об’єктів для необмеженого використання обійдеться приблизно в 20 мільярдів норвезьких крон (2 мільярди доларів США) і займе від 20 до 25 років.
Були дискусії щодо можливого використання ядерної енергії, які підтримують деякі лідери галузі. Statkraft спільно з Vattenfall, Fortum та енергетичною інвестиційною компанією Scatec оголосили про плани дослідити будівництво електростанції на торієвому паливі в 2007 році, яка так і не була реалізована.
У 2010 році Aker Solutions придбала патенти у фізика, лауреата Нобелівської премії Карло Руббіа на розробку торієвої ядерної електростанції на основі прискорювача протонів, але згодом вони були продані Jacobs Engineering Group у 2011 році.
Наприкінці 2012 року норвезька приватна компанія Thor Energy у співпраці з урядом і Westinghouse оголосила про чотирирічне випробування використання торію в існуючому ядерному реакторі.
У 2024 році Норвегія розпочала дослідження можливостей впровадження ядерної енергетики, результати якого очікуються в 2026 році.